# Daytona Rush
Daytona Rush es un videojuego de carreras desarrollado y publicado por Invictus Games para iOS y Android. Fue lanzado para iOS el 12 de febrero de 2015 y para Android el 19 de febrero de 2015.

## Jugabilidad
Daytona Rush es un corredor sin fin en el óvalo Daytona International Speedway con licencia para este juego. El modo de juego es muy similar a los juegos de corredores sin fin. El automóvil acelera automáticamente y el jugador toca o desliza para cambiar entre tres carriles. El objetivo es completar tantas vueltas como sea posible, evitando quedarse sin combustible y adelantar a otros corredores. El combustible es limitado y después de cada vuelta hay una sección corta en la que se puede guiar el coche a un pit lane a la izquierda para repostar. A menudo, esto no es suficiente y el automóvil puede ganar velocidad adicional si se coloca detrás de los oponentes antes de adelantarlos. Si se trata de un fallo cercano, esto también se recompensa con dinero en efectivo.
Se pueden eliminar otros autos embistiéndolos, pero esto daña el auto del jugador y solo se pueden recibir algunos golpes. A veces hay potenciadores que reparan completamente el automóvil. La única excepción son los autos que se desvían, estos se pueden eliminar con una bonificación y sin penalización por daños. En vueltas posteriores cuando hay muchos coches muy juntos, entra en juego un cuarto carril a la izquierda marcado en rojo. Es un carril de emergencia que solo se puede utilizar durante unos segundos; más tiempo y el coche queda inmediatamente descalificado.
Al completar diferentes objetivos, se aumenta un nivel general que eventualmente abre cuatro niveles más de autos. Cada automóvil se puede actualizar varias veces en tres áreas: motor (velocidad más rápida y menor consumo de combustible), tren de rodaje (cambios de carril más rápidos) y carrocería (recibir más daños). Tanto las actualizaciones como los autos nuevos requieren efectivo. El juego es gratuito y no contiene compras dentro de la aplicación ni anuncios forzados. La única monetización consiste en ver un anuncio de vídeo de manera opcional para duplicar la cantidad de dinero que se gana en la próxima carrera.

## Recepción
TouchArcade escribió: "A pesar de todo, Daytona Rush se disfruta bastante y merece al menos una descarga".
148Apps escribió: "Daytona Rush es un juego de carreras sin fin increíblemente superficial, pero es divertido de una manera olvidable".
Pocket Gamer escribió: "A pesar de todo su exterior brillante, Daytona Rush es un poco viejo por dentro".
Apple'N'Apps escribió: "Daytona Rush es uno de los que hay que evitar a pesar de la naturaleza prometedora y el tema de las carreras de autos stock".